# 1924년 미국 대통령 선거
1924년 미국 대통령 선거는 1924년 11월 4일에 치른 미국의 대통령선거이다. 현직 대통령인 공화당 후보 캘빈 쿨리지가 당선되었다.
쿨리지는 국내 경제의 호황에 공적이 있다고 여겨졌고, 외교 문제에서도 심각한 것은 아니었다. 민주당의 분열도 선거의 승리에 큰 요인이 되었다. 민주당의 정식 후보는 웨스트버지니아 출신으로 지명도가 낮은 전직 하원 의원인 외교관 존 W. 데이비스였다. 데이비스는 보수파였기 때문에, 민주당의 개혁파는 탈당하여 진보당 후보로 출마한 (과거 공화당 출신인) 위스콘신 상원 의원 로버트 M. 라폴레트 시니어의 제3당 운동을 지원했다. 이 대통령 선거는 미국 원주민이 모두 미국 시민이 되어, 투표권을 획득한 첫 번째 기회였다. 쿨리지가 일반 투표에서 득표율로 25.2 포인트의 차이를 낸 것은 지금까지 대통령 선거에서 두 번째로 큰 차이가 되었다. 가장 큰 차이는 1920년의 워런 하딩의 26.2% 차이었다. 이 선거는 동시에 미국 민주당이 역사상 최저의 득표율(28.8%)을 낸 선거로 남았다. 그러나 선거인단에서는 1920년 대선에 비해서 더 선전하였는데, 민주당은 켄터키를 잃고 테네시와 오클라호마에서 이겼다.

## 후보선출

### 공화당
1924년 6월 12일, 공화당 전당대회는 압도적인 지지로 쿨리지 대통령을 대통령 후보로 선출하였다.

### 민주당
6월 24일부터 7월 9일까지 열린 민주당 전당대회는 103차에 걸친 투표 끝에, 윌리엄 맥아더 외무장관과 알 스미스 뉴욕 주지사를 제치고 존 데이비스 주영대사를 대통령 후보로 선출하였다.

## 진보당
로버트 M. 라폴레트 시니어 위스콘신 주지사는 공화당을 탈당해 진보당을 창당하고 대선에 출마하였다. 민주당 내 개혁파 역시 보수파 데이비스 후보에 반발하며 진보당에 합류하였다.

## 결과
| 대통령 선거 결과                   |            |            |            |              |                          |               |
| 대통령후보 출신주                  | 정당       | 득표수     | 득표율     | 선거인득표수 | 부대통령 후보 출신주     | 선거인 득표수 |
| 캘빈 쿨리지 매사추세츠             | 공화당     | 15,723,789 | 54.04%     | 382          | 찰스 도스 일리노이       | 382           |
| 존 데이비스 웨스트버지니아         | 민주당     | 8,386,242  | 28.82%     | 136          | 찰스 브라이언 네브래스카 | 136           |
| 로버트 M. 라폴레트 시니어 위스콘신 | 진보당     | 4,831,706  | 16.61%     | 13           | 버튼 휠러 몬태나         | 13            |
| 헤르만 패리스 미주리               | 금주당     | 55,951     | 0.19%      | 0            | 매리 브레흠 캘리포니아   | 0             |
| 윌리엄 포스터 매사추세츠           | 공산당     | 38,669     | 0.13%      | 0            | 벤자민 기틀로우 뉴욕     | 0             |
| 프랭스 존스 오리건                 | 사회노동당 | 28,633     | 0.1%       | 0            | 번 레이놀드 뉴욕주       | 0             |
| 길버트 네이션즈 워싱턴 D.C.        | 미국당     | 24,325     | 0.08%      | 0            | 찰스 랜덜 캘리포니아     | 0             |
| 기타                               | -          | 7,792      | 0.03%      | 0            | -                        | 0             |
| 합계                               | 합계       | 29,097,107 |            | 531          | -                        | 531           |
| 선출필요수                         | 선출필요수 | 선출필요수 | 선출필요수 | 266          | -                        | 266           |

비참한 민주당 전당 대회 결과 민주당은 분열했고, 쿨리지가 선거에 승리할 것을 의심한 사람은 거의 없었다. 그 선거 슬로건 “쿨리지처럼 쿨하게”는 매우 인기를 끌었다. 데이비스는 전통적인 민주당의 기반인 솔리드 사우스와 오클라호마에서 승리를 거두는데 그쳤다. 민주당의 개혁파가 라 폴렛에 투표했기 때문에 데이비스는 선거에서 쿨리지에 25%의 차이를 패배했다. 공화당은 선전을 거두며, 뉴욕시도 승리를 거두고, 이후 재현할 수 없을 정도의 위업을 거두었다.

## 같이 보기
- 진보 시대
- 1924년 미국 상원의원 선거
- 1924년 미국 하원의원 선거

## 참고 자료
- Hicks, John Donald. Republican Ascendancy 1921-1933 (1955)
- K. C. MacKay, The Progressive Movement of 1924 (1947)
- Donald R. McCoy, Calvin Coolidge: The Quiet President (1967)
- Murray, Robert K. The 103rd Ballot: Democrats and Disaster in Madison Square Garden (1976),
- Nancy C. Unger. Fighting Bob LaFollette: The Righteous Reformer (2000)